# Nina Dorliak
Nina Dorliak est une soprano russe née le 7 juillet 1908 à Saint-Pétersbourg et morte le 17 mai 1998 à Moscou.

## Biographie
Les parents de Nina Lvovna Dorliak étaient le financier Lev Fabianovitch Dorliak (Léon Dorliac, dont le père émigra de France en Russie sous le règne d'Alexandre II) et Xénia Nikolaïevna Dorliak (née Fehleisen), demoiselle de compagnie de l'impératrice Marie Feodorovna et, plus tard, cantatrice et professeure de chant au Conservatoire de Moscou. Elle fréquenta la fameuse Petrischule, école allemande de Saint-Pétersbourg. Nina Dorliak fut élève de sa mère au Conservatoire de Moscou, terminant les études régulières en 1932 et poursuivant un cours d'études approfondies jusqu'en 1935.
La carrière de Nina Dorliak débuta en 1935, en tant que chanteuse de chambre. Dans ses premiers concerts, elle eut parmi ses premiers partenaires les pianistes Constantin Igoumnov, Alexandre Goldenweiser, Maria Youdina et Maria Grinberg. En 1947, elle devint professeure au Conservatoire de Moscou. Parmi ses élèves les plus connus figurent Galina Pissarenko et Elena Bryleva. Elle donna de nombreux concerts en Russie et à l'étranger, principalement dans le répertoire du chant de chambre, dans laquelle se trouvent des compositeurs italiens comme Scarlatti  ou français comme Debussy et les compositeurs russes tels que Glinka, Moussorgski, Rachmaninov, Prokofiev, Chostakovitch, devenant la première interprète de plusieurs œuvres des deux derniers.
En 1943, Nina Dorliak rencontra le pianiste Sviatoslav Richter, qui, déjà un pianiste renommé, lui demanda s'il pouvait l'accompagner dans un concert et, plus tard, devint son époux. Leur mariage dura jusqu'à la mort de ce dernier, le 1er août 1997. Elle accompagnera Richter durant toute sa carrière pendant plus de cinquante ans, le soutenant jusqu'à sa dernière maladie. Elle ne put survivre à la mort de son compagnon et mourut le 17 mai 1998. Ses obsèques eurent lieu à Moscou, après un dernier hommage dans la grande salle du Conservatoire de Moscou.
Nina Dorliak laisse en héritage de nombreux enregistrements, dont certains en duo avec Sviatoslav Richter, avec un répertoire comportant Schumann, Prokofiev et Moussorgski.
Elle est inhumée au Cimetière de Novodevitchy à Moscou.